# Wasserbad

Kolben (3) im Wasserbad (4) mit Bunsenbrenner (5)

Ein Wasserbad ist ein mit warmem oder heißem Wasser gefüllter Behälter, in dem sich ein Gefäß mit einem zu erwärmenden Stoff befindet. Wasserbäder finden Anwendung bei der Zubereitung und Aufbewahrung von Speisen, in der Apotheke zum Aufschmelzen von Salben- und Zäpfchengrundlagen sowie zum Erwärmen von Substanzen in chemischen Laboratorien.

## Zubereitung von Speisen
Im Wasserbad bereitet man Speisen zu, die beim Garen nicht überhitzt werden sollen oder deren Temperatur nicht über 100 °C steigen soll. Dies sind häufig Puddings aus Teigmassen wie Christmas Pudding oder Blutpudding. Auch werden Soufflés und Eierstich so zubereitet. Dafür füllt man die Grundmasse in eine Form aus Metall oder Porzellan und stellt sie in ein mit Wasser gefülltes Gefäß. Dieses erhitzt man anschließend auf dem Herd oder im Backofen, um die Speisen zu garen oder zu stocken.
Über einem Wasserbad entsteht heißer Dampf, der ebenfalls zur Zubereitung von Speisen genutzt wird. Typisch sind Speisen, bei denen ein Gerinnen von Eiweiß oder Eigelb verhindert werden soll, beispielsweise warm aufgeschlagene Saucen wie Sauce Hollandaise oder Sauce béarnaise, Weinschaumcreme oder warmgeschlagene Baisermasse. Ebenso verwendet man den Dampf für die Herstellung von Grundmassen in der Konditorei und Eisherstellung. Man hält ein Metallgefäß über den Wasserdampf und erhitzt es damit leicht. In diesem befindet sich eine gewürzte Eimasse, deren Stocken man durch ständiges Schlagen verhindert. Durch die untergehobene Luft entsteht ein leichter Schaum, der später mit Fett und stärkehaltigen Lebensmitteln verbunden wird.
Daneben erwärmt man Schokolade oder Kuvertüre im Dampf- oder Wasserbad um ein Anbrennen zu vermeiden. Dabei muss ein direkter Kontakt zum Wasser vermieden werden, da Wasserspuren später zum Auskristallisieren der erkalteten Schokolade führen können.
Spezielle Simmertöpfe haben einen extra Mantel, der mit Wasser gefüllt wird. Diese Art Topf soll ein Anbrennen und Anlegen von Milchspeisen (Grießbrei, Milchreis) verhindern. In Wurstkesseln werden Koch- und Brühwürste wie Bockwurst, Knacker und Wiener Würstchen vor dem Verzehr erwärmt.

## Warmhalten von Speisen
Zum Warmhalten von Speisen verwendet man häufig eine Bain-Marie, ein Gerät, in dem Gefäße mit Speisen auf einem Siebeinsatz über dem Wasser stehen. Durch die Temperatur von max. 80 °C und den fehlenden Kontakt zur Wärmequelle bleibt die Qualität der Speisen über längere Zeit erhalten, der Garprozess wird jedoch nicht fortgesetzt. Es wird häufig für Suppen, Beilagen, Saucen und andere empfindliche Lebensmittel verwendet.
Für die Erwärmung von Teigwaren verwendet man Siebe, durch die heißes Wasser direkt mit dem Lebensmittel in Kontakt kommt. Fleischerzeugnisse wie Rouladen und Bratenstücke erwärmt man dagegen in Brühe oder Fonds. Für Fisch, Geflügel und andere empfindliche Gerichte eignet sich das Verfahren jedoch nur zum Aufwärmen, nicht jedoch zur Aufbewahrung, da ansonsten ein starker Qualitätsverlust durch Zerfall oder Geschmacksverlust eintritt.

## Verwendung in Laboratorien

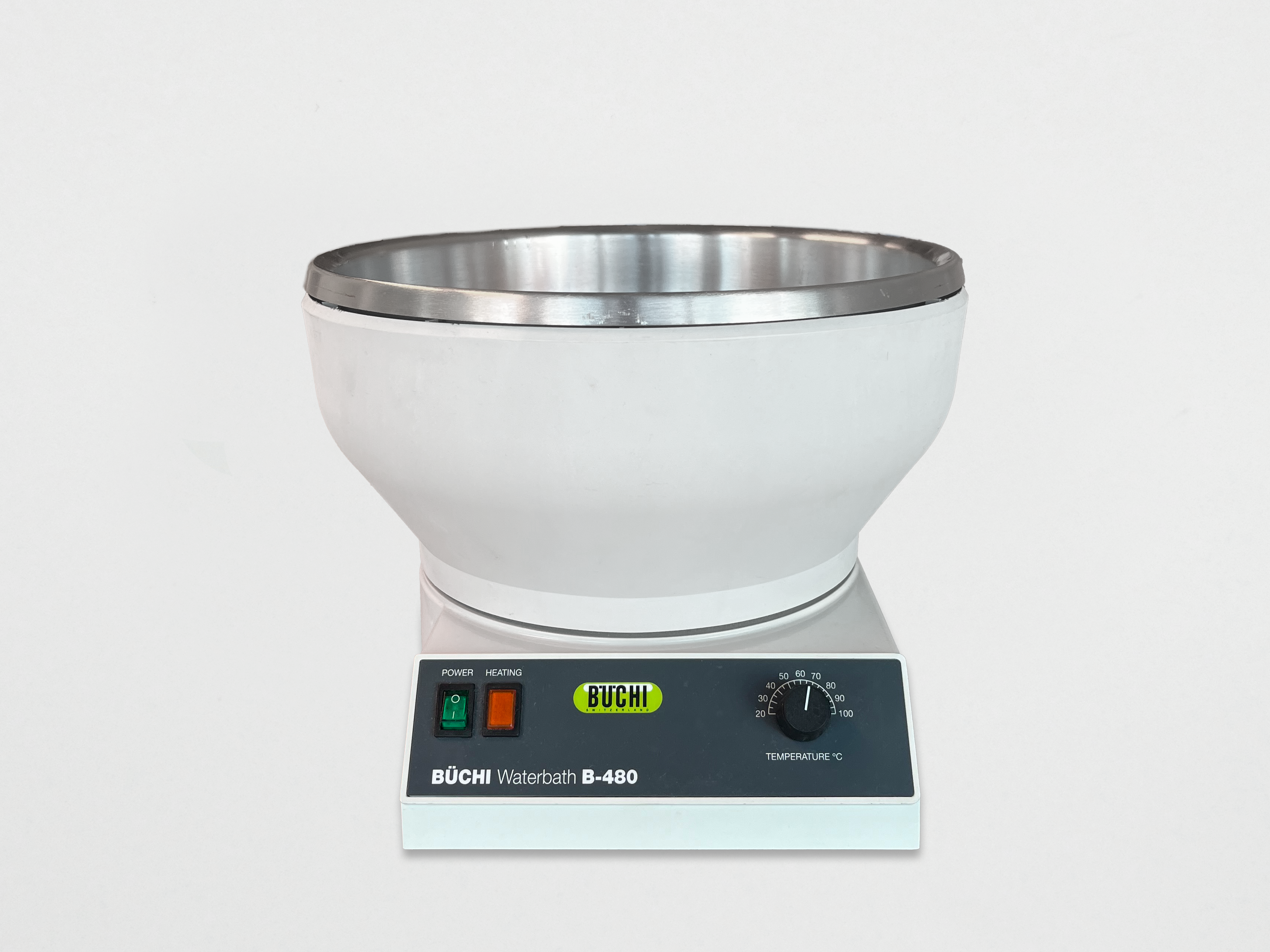
Elektrisch betriebenes Wasserbad

Im Labor sind Wasserbäder zum Erhitzen bis 100 °C universell einsetzbar. Wegen der hohen Wärmekapazität des Wassers (~4,2 J/g·K) und der daraus resultierenden Trägheit sind sie gut für eine außergewöhnlich genaue automatische Temperaturregelung verwendbar. Wasserbäder werden häufig in biologischen und chemischen Laboratorien eingesetzt und dabei über eingebaute Heizplatten oder Tauchsieder erhitzt.
Gelegentlich werden die Wasserbäder auch mit Siliconöl betrieben (siehe dazu Siliconölbad) oder ersetzt. Dann wenn Temperaturen bis 250 °C gefragt sind, nicht so oft Wasser nachgefüllt werden soll (Wartungsarmut) oder vermieden werden soll, dass beim Verdampfen Kesselstein-Kalkbeläge zurückbleiben und die Tauchsieder verkalken.